# 花棒多门虫
花棒多门虫（学名：Pylonium claviflorum）为门孔虫科多门虫属的动物。在中国，分布于南海等海域。